# 청리중학교
청리중학교(靑里中學校)는 대한민국 경상북도 상주시 청리면 청하리에 있는 공립 중학교이다.

## 학교 연혁
- 1955년 5월 19일 : 학교 설립 인가 (6학급)
- 1955년 6월 1일 : 청리중학교 개교
- 1955년 8월 18일 : 초대 이태원 교장 취임
- 2006년 3월 1일 : 학교 숲 가꾸기 시범학교 지정
- 2016년 6월 15일 : 체육관 지붕교체 및 실내외벽 리모델링
- 2023년 3월 1일 : 도교육청 주관 연구학교 지정(공감배려상호소통 프로그램으로 통합교육 운영, 2023.3.1.~2025.2.28.))
- 2024년 2월 7일 : 제67회 졸업식(남 6명, 여 3명 계 9명, 누적합계 9,340명)
- 2024년 3월 1일 : 제27대 홍은주 교장 취임
- 2024년 3월 4일 : 2024학년도 입학식(남 6(1)명, 여 3명 계 9(1)명)

## 참고 자료
- 청리중학교 - 한국교육학술정보원 학교알리미